# Bahnhof Hattingen (Ruhr)
Der Bahnhof Hattingen (Ruhr) ist ein Bahnhof in der Stadt Hattingen. Er umfasst auch den Bahnhofsteil Hattingen (Ruhr) Mitte. Letzterer ist jedoch die wichtigere Zugangsstelle zum Schienenpersonennahverkehr, da sich hier unmittelbar die Hattinger Altstadt und der Busbahnhof befinden.

## Bahnhof Hattingen (Ruhr)

### Geschichte
Der Bahnhof liegt an dem Streckenabschnitt Dahlhausen (Ruhr)–Henrichshütte der am 28. Dezember 1869 eröffneten Mittleren Ruhrtalbahn, die von der Bergisch-Märkischen Eisenbahn-Gesellschaft angelegt wurde. 1874 wurde die Strecke von der Henrichshütte bis Hagen verlängert. 1884 wurde die hier abzweigende Strecke nach Wuppertal in Betrieb genommen.
Der Bau des Empfangsgebäudes wurde am 15. August 1868 begonnen; am 15. Februar 1870 wurde es feierlich eröffnet. Das Gebäude liegt in der Position eines Keilbahnhofs in der Gabelung der Eisenbahnstrecken und ist ein mehrgliedriger Bau aus Ruhrsandstein, mit einem dreigeschossigen Turm an der Eingangsseite. Wie viele repräsentative Bauten der Gründerzeit zeigt es einen von Karl Friedrich Schinkel geprägten klassizistischen bzw. spätklassizistischen Stil.
Die Bahnhofstraße verbindet den Bahnhof, der nahe der Ruhr liegt, mit der Altstadt Hattingens. Diese Straße war Ende des 19. Jahrhunderts die Achse einer Stadterweiterung nach Westen. Flussaufwärts grenzt das Gelände der 1854 gegründeten Henrichshütte an. Nahe dem Bahnhof befindet sich die Birschel-Mühle.
Mit dem Ende des Bergbaus nahm auch die Bedeutung der Ruhrtalbahn ab. 1971 wurde der Personenverkehr zwischen Hattingen und Hagen eingestellt, ab dem 30. November 1979 fuhren keine Züge mehr in Richtung Wuppertal. Der verbliebene Abschnitt der Ruhrtalbahn nach Essen wurde hingegen am 20. Mai 1974 elektrifiziert und in das Netz der S-Bahn Rhein-Ruhr einbezogen.
Das unter Denkmalschutz stehende Empfangsgebäude ist renoviert, in ihm befindet sich unter anderem ein Gastronomiebetrieb.
Nach Baubeginn am 25. Mai 1985 wurde am 3. Juli 1987 eine Stichstrecke von der Wuppertaler Seite aus zum Bahnhofsteil Hattingen (Ruhr) Mitte eröffnet. Weiteres dazu, siehe Geschichte des Haltepunktes Hattingen (Ruhr) Mitte im weiteren Verlauf des Artikels.

### Bedienung

#### Öffentlicher Personennahverkehr
| Linie | Verlauf | Takt                                                          | Betreiber |
| ----- | --- | ------------------------------------------------------------- | --------- |
| S 3   | Oberhausen Hbf – MH-Styrum – Mülheim (Ruhr) West – Mülheim (Ruhr) Hbf – E-Frohnhausen – Essen West – Essen Hbf – E-Steele – E-Steele Ost – E-Horst – BO-Dahlhausen – Hattingen (Ruhr) – Hattingen (Ruhr) Mitte Stand: Fahrplanwechsel Dezember 2023      | 30 min                                                        | DB Regio  |
| 308   | Bochum-Gerthe Schürbankstraße – Gerthe Mitte – Heinrichstr. – Harpen – Vonovia Ruhrstadion – U Planetarium – U Bochum Hbf – U Bermuda3eck/Musikforum – U Schauspielhaus – Bergmannsheil – Weitmar – Linden Mitte – Hattingen-Winz-Baak – Hattingen Mitte | 15 min                                                        |           |
| 359   | Bochum-Dahlhausen – Linden Mitte – Hattingen-Baak, Rauhendahlstr. – Hattingen Bf – Hattingen Mitte – Holthausen – Klinik Holthausen (abends als AST 59 zwischen Dahlhausen und Hattingen Mitte)                                                          | 60 min (Dahlh.–Rauhendahlstr.) 30 min (Rauhendahlstr.–Holth.) | Bogestra  |
| 554   | Hattingen Mitte – Welper Markt – Industriemuseum – Hattingen Bf – Hattingen Mitte (Ringlinie in beide Richtungen) | 60 min                                                        | VER       |

#### Museumseisenbahn
Der Bahnhof Hattingen (Ruhr) ist zwischen April und Oktober an bestimmten Tagen Halt für die Museumseisenbahn des Dahlhausener Eisenbahnmuseums auf der Ruhrtalbahn. Zwischen dem Museum und dem Bahnhof Wengern Ost verkehrt entweder der mit Dampf- oder mit Diesellokomotive bespannte Museumszug oder ein Wismarer Schienenbus. Zwischenzeitlich wurden auch Fahrten durch andere Eisenbahnunternehmen angeboten, z. B. mit Schienenbussen der Baureihe 798.

## Haltepunkt Hattingen (Ruhr) Mitte
Der S-Bahnhof Hattingen (Ruhr) Mitte ist die südliche Endstation der Linie S 3 der S-Bahn Rhein-Ruhr in der Innenstadt von Hattingen. Der Bahnhofsteil liegt in Tieflage und besitzt einen 96 cm hohen Seitenbahnsteig. Der Zugang erfolgt über zwei Treppen, eine Rolltreppe oder einen Aufzug. Somit ist die Station barrierefrei.

### Geschichte
Hattingen Mitte wurde 1987 als Endstation der Verlängerung der S 3 vom Bahnhof Hattingen (Ruhr) kommend eröffnet, da Hattingen (Ruhr) abseits zur Innenstadt und zum ZOB lag. Weil nur wenige Buslinien den Bahnhof bedienten, aber sämtliche Verbindungen in zahlreiche Richtungen, insbesondere in Nachbarstädte, ohne Bahnanschluss am ZOB begannen, wurde die S-Bahn über eine Stichstrecke zum ZOB verlängert, um dort eine ideale Umsteigemöglichkeit zwischen den Verkehrsmitteln zu erreichen.
1994 wurde die Endstelle der von der Bogestra betriebenen Straßenbahnlinie 308 nach Bochum von ihrer bisherigen, abseits der übrigen ÖPNV-Angebote liegenden Station „Am Reschop“ zum Haltepunkt Mitte verlegt. 2008 wurde der Bahnhof renoviert.

### Bedienung
Es besteht Umsteigemöglichkeit zur Straßenbahnlinie 308. Diese hält direkt am Ausgang der S-Bahn. Eine Fußgängerbrücke über die mehrspurige Martin-Luther-Straße verbindet S-Bahn-Haltepunkt und Straßenbahnhaltestelle mit dem ZOB Hattingen Mitte. Dort halten die Buslinien SB 37, SB 38, 141, 330, 331, 332, 350, 359/AST 59, 554, 558, 559, 647, NE 4 und Bürgerbus BB 1. Diese Buslinien verkehren nicht nur durch Hattingen, sondern auch in die umliegenden Städte Velbert, Sprockhövel, Essen, Bochum und Witten sowie in weiter entfernte Städte. Die Mehrheit der Buslinien wird von der Verkehrsgesellschaft Ennepe-Ruhr betrieben.
| Linie | Verlauf | Takt                                                                   | Betreiber                        |
| ----- | --- | ---------------------------------------------------------------------- | -------------------------------- |
| S 3   | Oberhausen Hbf – MH-Styrum – Mülheim (Ruhr) West – Mülheim (Ruhr) Hbf – E-Frohnhausen – Essen West – Essen Hbf – E-Steele – E-Steele Ost – E-Horst – BO-Dahlhausen – Hattingen (Ruhr) – Hattingen (Ruhr) Mitte Stand: Fahrplanwechsel Dezember 2023      | 30 min                                                                 | DB Regio                         |
| 308   | Bochum-Gerthe Schürbankstraße – Gerthe Mitte – Heinrichstr. – Harpen – Vonovia Ruhrstadion – U Planetarium – U Bochum Hbf – U Bermuda3eck/Musikforum – U Schauspielhaus – Bergmannsheil – Weitmar – Linden Mitte – Hattingen-Winz-Baak – Hattingen Mitte | 15 min                                                                 | Bogestra                         |
| SB37  | Bochum Hbf – Schauspielhaus – Bochum-Wiemelhausen – Bochum-Stiepel – Hattingen-Welper – Hattingen Mitte – Niedersprockhövel Kirche – Haßlinghausen Busbahnhof – Schwelm Bf – Ennepetal Busbahnhof                                                        | 30 min (Bochum–Haßlinghausen) 60 min (Haßlinghausen–Ennepetal)         | Bogestra / VER                   |
| SB38  | Hattingen Mitte – Burg Blankenstein – Haus Kemnade – Witten-Herbede – Witten Hbf – Witten-Bommern – Wetter-Wengern – Wetter Bf – Grundschöttel – Gevelsberg-Silschede – Gevelsberg Hbf – Milspe – Ennepetal Busbahnhof                                   | 60 min                                                                 | VER / DB Rheinlandbus            |
| 141   | Kupferdreh – Byfang – Hattingen-Niederwenigern – Lembeck – Hattingen (Ruhr) Mitte | 30 min                                                                 | VER / Ruhrbahn                   |
| 330   | Hattingen Mitte – Sprockhövel-Niedersprockhövel Kirche – Haßlinghausen Busbahnhof | 120 min                                                                | VER                              |
| 331   | Hattingen Mitte – Niederbonsfeld – Velbert-Nierenhof Busbahnhof | 120 min                                                                | VER                              |
| 332   | Hattingen Mitte – Niedersprockhövel Kirche – Obersprockhövel – Schee/Quellenburg – Wuppertal-Schraberg – Alter Markt – Wuppertal-Barmen Bf | 60 min                                                                 | VER                              |
| 350   | Bochum Hbf – Schauspielhaus – Stiepel Haarstr. – Stiepel Dorf – Haus Kemnade – Burg Blankenstein – HAT-Blankenstein – Welper – Hattingen Mitte | 15 min                                                                 | Bogestra                         |
| 359   | Bochum-Dahlhausen – Linden Mitte – Hattingen-Baak, Rauhendahlstr. – Hattingen Bf – Hattingen Mitte – Holthausen – Klinik Holthausen (abends als AST 59 zwischen Dahlhausen und Hattingen Mitte)                                                          | 60 min (Dahlh.–Rauhendahlstr.) 30 min (Rauhendahlstr.–Holth.)          | Bogestra                         |
| 554   | Hattingen Mitte – Welper Markt – Industriemuseum – Hattingen Bf – Hattingen Mitte (Ringlinie in beide Richtungen) | 60 min                                                                 | VER                              |
| 558   | Niedersprockhövel Kirche – Hattingen-Bredenscheid, Hackstückstraße – Hattingen, Bredenscheid – Hattingen Mitte | 60 min                                                                 | VER                              |
| 559   | Niedersprockhövel Kirche – Hattingen-Holthausen, Hermannstraße – Hattingen, Zum Ludwigstal – Hattingen Mitte | 60 min                                                                 | VER                              |
| 647   | Wuppertal Hbf – Velbert-Rosenhügel Bf – Velbert-Neviges Bf – Velbert-Langenberg Bf – Velbert-Nierenhof Busbahnhof – Hattingen Mitte | 30 min (Hattingen – Velbert-Rosenhügel) 60 min (Hattingen – Wuppertal) | WSW                              |
| BB1   | Hattingen, Lindenstraße – Hattingen Mitte – Hattingen, Homberg | 90 min                                                                 | Bürgerbus-Verein Hattingen e. V. |
| NE4   | Bochum Hbf – Wiemelhausen – Stiepel – HAT-Welper – Hattingen Mitte – Niedersprockhövel Kirche – Haßlinghausen Busbahnhof - Schwelm Bf | 60 min                                                                 | Bogestra / VER                   |